# Augustin Simnacher

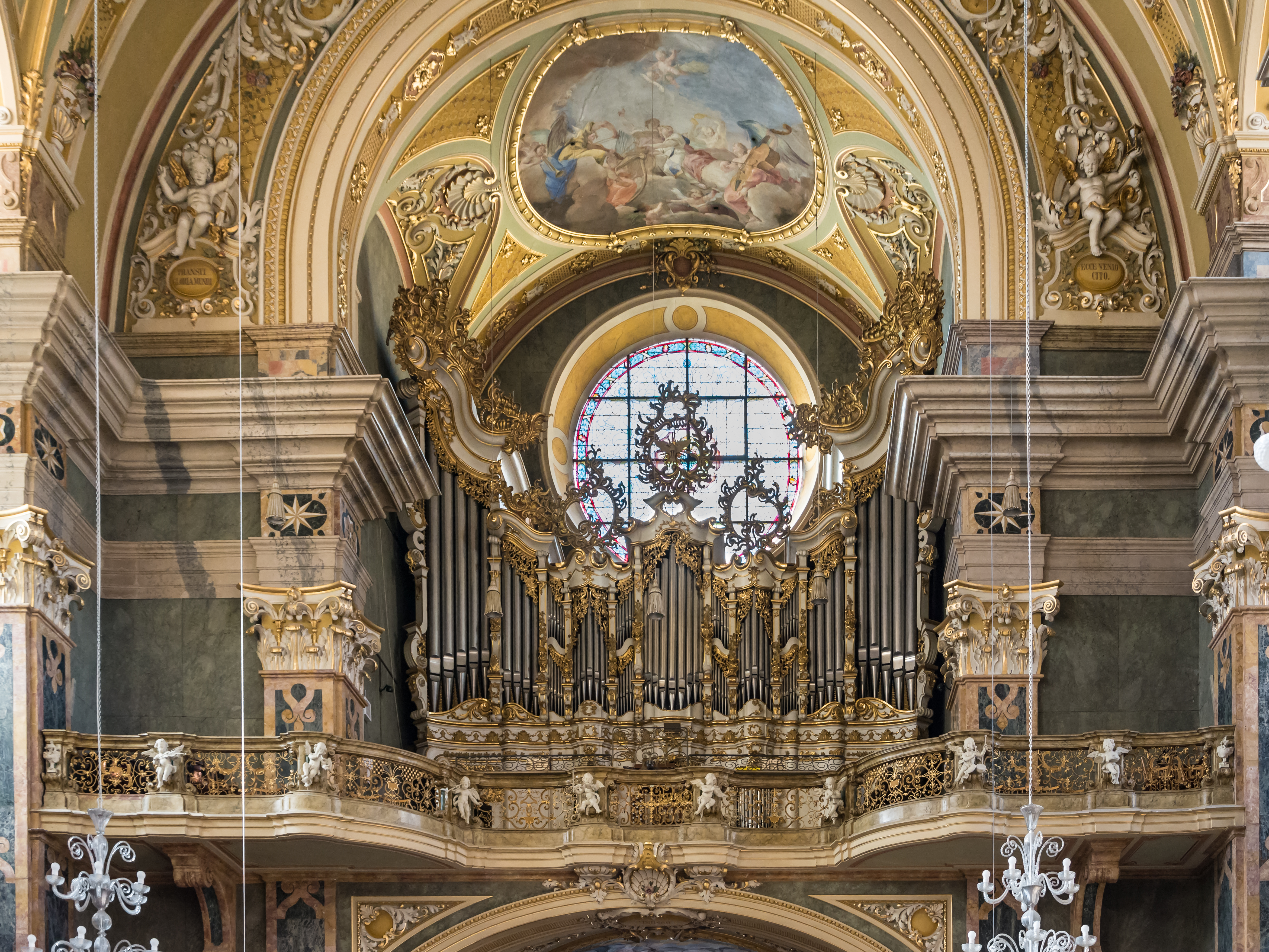
Simnachers letztes Werk: die Brixner Domorgel (nur das Gehäuse ist erhalten)

Augustin Simnacher (* 27. Januar 1688 in Irsingen bei Buchloe; † 24. Oktober 1757 in Brixen, Österreich) war ein deutscher Orgelbauer.
Mit der Heirat von Maria Rosa Guggemoos 1720  übernahm er gleichzeitig die Werkstatt seines ein Jahr zuvor verstorbenen Schwiegervaters Johann Guggemoos, der als Orgelbauer und Schulmeister in Tussenhausen/Angelberg tätig gewesen war. Simnacher war danach nicht nur in Süddeutschland, sondern auch in Österreich/Tirol tätig.

## Nachgewiesene Werke
| Jahr | Ort               | Gebäude                            | Bild | Manuale | Register | Bemerkungen                         |
| ---- | ----------------- | ---------------------------------- | ---- | ------- | -------- | ----------------------------------- |
| 1722 | Mindelheim        | Mariä Verkündigung                 |      | II/P    | 16       | Prospekt etwas verändert erhalten   |
| 1723 | Steingaden        | Wallfahrtskirche Mariä Heimsuchung |      | I/P     | 10       |                                     |
| 1725 | Innsbruck         | Ehemalige Ursulinenkirche          |      |         |          |                                     |
| 1725 | Innsbruck         | Mühlau, Mariahilf-Kapelle          |      |         |          |                                     |
| 1732 | Breitenbrunn      | St. Georg                          |      |         |          | Gehäuse erhalten                    |
| 1737 | Kirchhaslach      | Mariä Himmelfahrt                  |      | II/P    | 17       |                                     |
| 1738 | Tussenhausen      | St. Martin                         |      |         |          |                                     |
| 1756 | Landsberg am Lech | Heilig-Kreuz-Kirche                |      | II/P    | 21       | nahezu vollständig erhalten → Orgel |
| 1758 | Brixen            | Brixner Dom                        |      | III/P   | 44       |                                     |

Die Orgel für den Dom zu Brixen konnte er aber nicht mehr zu Ende führen, weil er während des Baues starb. Sein Sohn Joseph Antoni Simnacher, sein Schwiegersohn Alexander Holzhey und dessen Neffe Johann Nepomuk Holzhey, der einer der bedeutendsten Orgelbauer des süddeutschen Barocks werden sollte, beendeten dieses Werk.